# Arrondissement de Znin

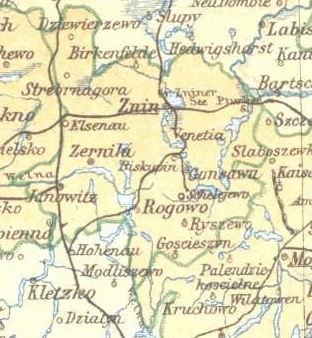
L'arrondissement de Znin aux limites de 1887 à 1919

L'arrondissement de Znin est un arrondissement prussien du district de Bromberg de la province de Posnanie de 1887 à 1919. Il est situé dans la partie nord-est de la province et le chef-lieu est Znin. L'ancien territoire de l'arrondissement appartient désormais en grande partie au powiat de Żnin dans la voïvodie polonaise de Couïavie-Poméranie .

## Histoire
La partie orientale de l'arrondissement avec la ville de Znin appartient au district de la Netze dans la province prussienne de Prusse-Occidentale après le premier partage de la Pologne de 1772 à 1807, tandis que l'ouest de l'arrondissement appartient à la province prussienne de Prusse-Méridionale après le deuxième partage de la Pologne de 1793 à 1807. Après la paix de Tilsit, toute la région est rattachée au duché de Varsovie en 1807, mais après le congrès de Vienne du 15 mai 1815, elle tombe de nouveau aux mains du royaume de Prusse et devient une partie du district de Bromberg dans le grand-duché de Posen.
Le 1er octobre 1887, une réforme globale des arrondissements a lieu dans la province de Posnanie, au cours de laquelle, entre autres, le nouveau arrondissement de Znin est créé. Les transferts suivant sont réalisés :
- de l'arrondissement de Mogilno, de la ville de Rogowo, du district de police de Rogowo et du district de police de Pakosch, des communes de Friedrichswalde, Klein Laski et Piastowo
- de l'arrondissement de Schubin, des villes de Gonsawa et de Znin ainsi que du district de police de Znin
- de l'arrondissement de Wongrowitz, de la ville de Janowitz et de la plupart des deux districts de police de Janowitz et Juncewo[2].

La ville de Znin devient le siège du bureau de l'arrondissement.
Le 27 décembre 1918, le soulèvement de la majorité polonaise contre la domination allemande commence dans la province de Posnanie et le 18 janvier 1919, la ville d'arrondissement de Znin est sous contrôle polonais. Le 16 février 1919, un armistice met fin aux combats germano-polonais et le 28 juin 1919, le gouvernement allemand cède officiellement l'arrondissement de Znin à la Pologne nouvellement fondée avec la signature du traité de Versailles.

## Évolution de la démographie
| Année | Habitants | Source |
| ----- | --------- | ------ |
| 1890  | 31 568    | [ 5 ]  |
| 1900  | 35 857    | [ 5 ]  |
| 1910  | 40 210    | [ 5 ]  |

Sur les 31.568 habitants en 1890, 82 % sont polonais, 15 % allemands et 3 % juifs. Une partie des habitants allemands quitte la région après 1919.

## Administrateurs de l'arrondissement
1887–189600Karl von Davier (de)
1896–190900Carl von Peistel (de)
1909–191700Eugen Naumann (de)
1917–192000Franz Erich Schüler

## Villes et communes
Avant la Première Guerre mondiale, l'arrondissement de Znin comprend les villes et communes suivantes :
| - Adlig Ochodza - Annowo - Bialozewin - Bielau - Biskupin - Boschwitz - Bozacin - Bozejewiczki - Brudzin - Brzyskorzystew - Budzislaw - Cegielnia - Cerekwica - Coton - Dochanowo - Drewno - Dziewierzewo - Eitelsdorf - Eitelsdorf - Friedrichshöhe - Friedrichswalde - Galenschweo - Galensewko - Galenzewo - Geistlich Chomionza - Glowy - Godawy | - Gogulkowo - Gonsawa, ville - Gontsch - Gora - Gorzyce - Goscieszyn - Goscieszynek - Hermannshof - Jadownik - Janowitz, ville - Janowitz Ost - Januszkowo - Jaroszewo - Jeziora - Johannisgrün - Juncewo - Kaczkowo - Klein Laski - Koldromb - Komratowo - Komsdorf - Königlich Grochowiska - Kornthal - Kwasuty - Laßkirch - Lubcz - Lysinin | - Marcinkowo dolne - Marcinkowo gorne - Marienfeld - Miastowitz - Miniszewo - Mittelwalde - Murczyn - Narajewo - Neitwalde - Obersee - Obiecanowo - Obudno - Ocwieka - Osno - Ottensund - Piastowo - Pniewy - Podgorzyn - Podobowitz - Poslugowko - Poslugowo - Retsch - Rettschütz - Roggenau - Rogowo, ville - Rom - Rosalinowo | - Rusiec - Rydlewo - Ryszewko - Ryszewo - Sarbinowko - Sarbinowo - Sartschin - Schwichowo - Sielec Hufen - Skarbiniec - Skorken - Slabomierz - Slembowo - Stawek - Sulinowo - Szelejewo - Tonndorf - Venetia - Weldin - Welna - Wiesensee - Wiktorowo - Woycin - Wybranowo - Zalesie - Zerniki - Znin, ville |

L'arrondissement, qui a une superficie de 740 km² en 1910, comprend également de nombreux districts de domaine. Les communes et les districts de domaine sont regroupés en districts de police .
Après 1900, plusieurs noms de lieux sont germanisés :
Bialozewin → Bialoschewin (1901)
Brzyskorzystew → Birkenfelde (1907)
Dziewierzewo → Lindenbrück (1905)
Goscieszyn → Goscheschin (1903/08)
Goscieszynek → Goscheschinek (1903/08)
Januszkowo → Januschkowo (1901)
Jaroszewo → Jaroschewo (1907)
Kaczkowo → Katschkowo (1903/08)
Lubcz → Lubtsch (1908)
Miniszewo → Minchau (1903/08)
Murczyn → Murtschin (1901)
Osno → Oschnau (1901)
Podgorzyn → Podgorschin (1903/08)
Podobowitz → Podau (1906)
Poslugowo → Poslau (1907)
Ryszewko → Ryschewko (1903/08)
Ryszewo → Ryschewo (1903/08)
Skarbiniec → Skarbinitz (1908)
Szelejewo → Schelejewo (1901/02)
Zerniki → Herrnkirch (1903/08)

## Personnalités liées à la ville
- Philipp Kleffel (1884-1964), général né à Brzyskorzystew.